# Mammoth Cave National Park
Het Mammoth Cave National Park gelegen in Kentucky omvat de Mammoth Cave of Mammoetgrot, het grootste grottencomplex op aarde, met een enorm gangennetwerk op verschillende niveaus.

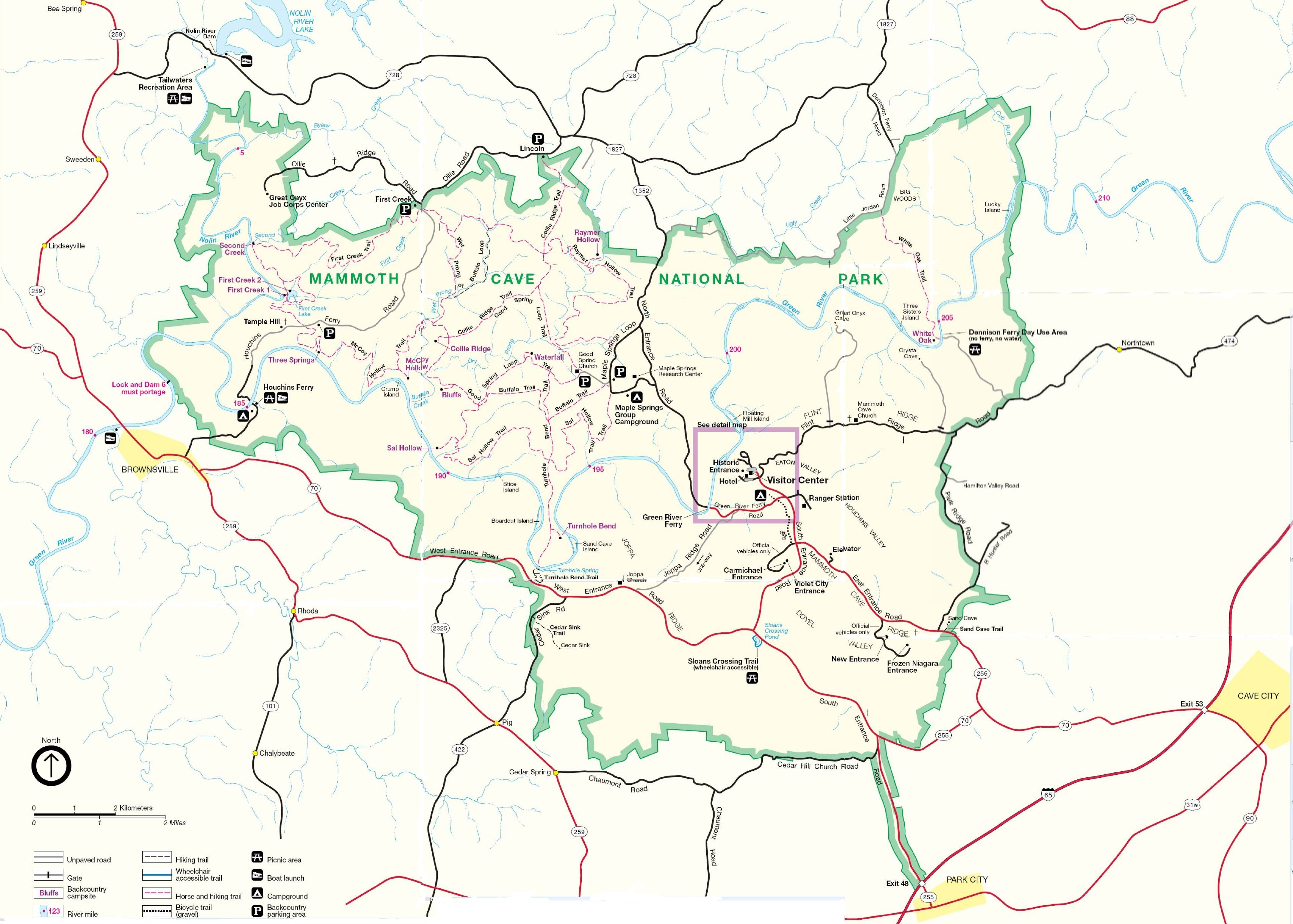
Kaart van Mammoth Cave National Park

Het ligt in bijna horizontaal gelaagde carbonische kalksteen waardoor water wordt afgevoerd van het Pennyroyal Plateau naar bronnen langs de Green River. Er zijn veel tunnels, met lange, meanderende canyons die onder het grondwaterniveau overgaan in buisvormige tunnels met ovale doorsnede. Door voortgaande insnijding van de Green River kwam grondwaterstand steeds lager te liggen en vielen talrijke grote tunnels droog. In de hoogstgelegen grotten liggen 2,3 - 3,5 miljoen jaar oude sedimenten, veilig weggeborgen onder de zandsteenruggen van het Chester Upland.
De jongste grotten lopen meestal door die ruggen en staan daar in contact met oudere grotten; enkele lopen echter onder de tussenliggende Houchins- en Doyelvallei door. Op diverse plaatsen lopen verticale schachten door de kalksteenlagen, maar de meeste grotten blijven beperkt tot een bepaalde horizontale laag. Daardoor zijn er ook veel toevallige kruisingen van gangen en zijn de grotten onderling verbonden tot een uitzonderlijk lang stelsel.
In de grotten leeft de bedreigde oogloze Kentucky grotgarnaal (Palaemonias ganteri), die zich voedt met sedimenten uit de grotten en grondwater.
In 1981 is het park door UNESCO op de Werelderfgoedlijst geplaatst.